# Ангельдаль, Филиппа
Ингрид Филиппа Ангельдаль (швед. Ingrid Filippa Angeldal; род. 14 июля 1997, Уппсала) — шведская футболистка. Играет на позиции полузащитника за испанский клуб «Реал Мадрид» и национальную сборную Швеции.

## Биография
Играла за молодёжную команду клуба «Ваксала» (Vaksala SK), домашним стадионом которой является «Орста» (Årsta) в Уппсале. Воспитанницей этого клуба также является Натали Бьёрн. Линда Сембрант начинала в клубе «Сервия» (SK Servia), предшественнике клуба «Ваксала».
В 2013 году начала играть за основную команду клуба «Сириус» (в 2016 году женская команда отделилась как «ИК Уппсала») в Уппсале. В 2014—2015 годах играла за «АИК».
В 2016 году подписала контракт с «Хаммарбю». Клуб перешёл в «женский Аллсвенскан». В декабре 2017 года подписала контракт с клубом «Линчёпинг». Дебютировала 10 февраля 2018 года в матче с «Лимхамн-Бункефлу».
В ноябре 2019 года подписала контракт с «Коппарбергс/Гётеборг».
С 2021 года играет за английский клуб «Манчестер Сити».
В мае 2024 было объявлено, что Ингрид покинет клуб по окончании сезона 2023/24.
1 июля 2024 года было анонсировано, что Ангельдаль присоединится к испанскому клубу «Реал Мадрид».

## Карьера в сборной
В составе национальной сборной (до 17 лет) представляла Швецию на чемпионате Европы 2013 года в Швейцарии.
В составе национальной сборной (до 19 лет) представляла Швецию на чемпионате Европы 2015 года в Израиле.
Дебютировала в основной сборной на Кубке Алгарве в 2018 году.

## Личная жизнь
Помолвлена с лета 2022 года со спортивным агентом английского происхождения Меган Брейкс (Megan Brakes), управляющим партнёром агентства Neverland Management, которое представляет интересы Филиппы Ангельдаль.